# SMS Seydlitz
SMS Seydlitz là một tàu chiến-tuần dương tải trọng 25.000 tấn được Hải quân Đế quốc Đức (Kaiserliche Marine) chế tạo ngay trước Chiến tranh Thế giới thứ nhất. Được đặt hàng vào năm 1910 và đưa ra hoạt động vào tháng 5 năm 1913, nó là chiếc tàu chiến-tuần dương thứ tư được chế tạo cho Hạm đội Biển khơi. Seydlitz được đặt tên theo Friedrich Wilhelm von Seydlitz, vị tướng Phổ vào triều đại vua Frederick đại đế và từng phục vụ trong cuộc Chiến tranh bảy năm.
Thiết kế của Seydlitz phản ảnh sự tích lũy kinh nghiệm trong thế hệ đầu tiên của các tàu chiến-tuần dương Đức, khởi đầu từ chiếc Von der Tann vào năm 1906 và tiếp nối bởi hai chiếc thuộc lớp Moltke được đặt hàng vào các năm 1907 và 1908. Seydlitz mang nhiều đặc tính được cải thiện so với các thiết kế dẫn trước, bao gồm hệ thống động lực được thiết kế lại và cải tiến sơ đồ vỏ giáp. Con tàu cũng lớn hơn đáng kể so với những chiếc tiền nhiệm, nặng hơn khoảng 3.000 tấn (3.000 tấn Anh) so với những chiếc thuộc lớp Moltke.
Seydlitz tham gia nhiều hoạt động chính của hạm đội trong Chiến tranh Thế giới thứ nhất, bao gồm các trận Dogger Bank và Jutland tại Bắc Hải. Con tàu bị hư hại đáng kể trong cả hai trận đụng độ trên: trong trận Dogger Bank, một quả đạn pháo 13,5 in (340 mm) từ chiếc tàu chiến-tuần dương Anh Lion đã trúng tháp pháo tận cùng phía đuôi của Seydlitz, suýt gây nên một vụ nổ hầm đạn vốn sẽ phá hủy con tàu. Đến trận Jutland , nó bị bắn trúng 21 lần bởi các quả đạn pháo hạng nặng, trong đó một quả đã xuyên thủng phòng tiếp đạn của tháp pháo bắn thượng tầng phía sau. Mặc dù hậu quả của đám cháy đã phá hủy tháp pháo, các biện pháp an toàn được đề ra sau trận Dogger Bank đã ngăn ngừa một tảm họa tồi tệ. Con tàu còn trúng một quả ngư lôi trong trận chiến, khiến ngập khoảng 5.300 t (5.200 tấn Anh) nước và độ nổi của con tàu bị giảm mất 2,5 m (8,2 ft). Nó phải áp dụng nhiều biện pháp giảm trọng lượng để có thể vượt qua Jadebusen. Tuy nhiên, Seydlitz cũng gây thiệt hại đáng kể cho các đối thủ Anh; vào đầu trận chiến, các loạt đạn pháo từ Seydlitz và Derfflinger đã phá hủy tàu chiến-tuần dương Anh Queen Mary chỉ trong vòng vài giây. Con tàu cũng có những hoạt động giới hạn tại biển Baltic, khi nó hộ tống cho chi hạm đội Đức trong Trận chiến vịnh Riga vào năm 1915.
Giống như tất cả các tàu chiến-tuần dương Đức sống sót qua cuộc chiến tranh, Seydlitz bị lưu giữ tại Scapa Flow vào năm 1918. Cùng với phần còn lại của Hạm đội Biển khơi Đức, nó bị đánh đắm vào tháng 6 năm 1919 nhằm ngăn không cho Hải quân Hoàng gia Anh chiếm hữu. Seydlitz được cho nổi trở lại vào ngày 2 tháng 11 năm 1928 và bị tháo dỡ vào năm 1930 tại Rosyth.

## Phát triển

Seydlitz trong ụ tàu nổi tại Kiel trước chiến tranh

Cho dù thiết kế của các tàu chiến-tuần dương Đức trước đây như Von der Tann và hai chiếc thuộc lớp Moltke, vẫn có sự tranh luận đáng kể về thiết kế của những con tàu mới. Vào năm 1909, Văn phòng Vũ trang Hải quân Đế quốc (Reichsmarineamt) yêu cầu Đô đốc Alfred von Tirpitz cung cấp những đặc tính cải tiến cần cho việc thiết kế lớp tàu chiến-tuần dương tiếp theo. Đô đốc Tirpitz tiếp tục giữ quan điểm sử dụng chúng thuần túy như những tàu trinh sát cho hạm đội và tiêu diệt tàu tuần dương đối phương. Ngược lại, Kaiser Wilhelm II cùng đa số thành viên trong Bộ hải quân cho rằng do sự yếu kém về số lượng của Đức so với Hải quân Hoàng gia Anh, các con tàu này cần có khả năng tác chiến trong hàng chiến trận. Cuối cùng quan điểm của Kaiser và Bộ Hải quân đã thắng thế, nên chiếc tàu chiến-tuần dương chế tạo cho Tài khóa 1909-1910 vẫn tiếp tục xu hướng thiết kế của các lớp Von der Tann và Moltke trước đó.
Khó khăn về tài chính đã buộc phải có sự thỏa hiệp giữa tốc độ, khả năng tác chiến và tải trọng. Các đặc tính thiết kế ban đầu bắt buộc tốc độ phải đạt ít nhất ngang với lớp Moltke, và con tàu được trang bị tám khẩu pháo 305 mm (12,0 in) hoặc mười khẩu pháo 280 mm (11,0 in). Nhóm thiết kế cũng đã cân nhắc đến tháp pháo ba nòng, nhưng ý định này bị hủy bỏ sau khi có quyết định các tháp pháo 280 mm nòng đôi là đủ.
Vào tháng 8 năm 1909, Quốc hội Đức (Reichstag) xác định họ không sẵn lòng tăng thêm ngân khoản cho con tàu mới so với lớp Moltke, nên trong một giai đoạn, Bộ Hải quân phải cân nhắc đến việc xếp lại dự án thiết kế mới, chế tạo một chiếc thứ ba thuộc lớp Moltke thay thế. Tuy nhiên, Đô đốc Tirpitz đã có thể đàm phán một khoản chiết khấu trên chi phí vỏ giáp từ cả hai nhà cung cấp Krupp và Dillingen; ông cũng gây áp lực với hãng Blohm & Voss, xưởng đóng tàu chính, cho một khoản chiết khấu khác. Các chi phí tiết kiệm dôi ra cung cấp đủ kinh phí để cải tiến một số tình trạng vật chất của thiết kế. Cuối cùng vào ngày 27 tháng 1 năm 1910, Kaiser chấp thuận thiết kế của con tàu, và đặt hàng dưới tên gọi tạm thời "Tàu tuần dương J".

## Thiết kế

### Các đặc tính chung
Seydlitz có chiều dài 200 mét (660 ft) ở mực nước, và chiều dài chung là 28,5 m (94 ft). Con tàu có mạn thuyền rộng 200,6 m (658 ft), và sẽ tăng lên 28,8 m (94 ft) nếu được trang bị lưới chống ngư lôi; nó có độ sâu của mớn nước 9,29 m (30,5 ft) ở phía trước và 9,09 m (29,8 ft) ở phía sau. Seydlitz được thiết kế với trọng lượng choán nước bình thường 24.988 tấn (24.593 tấn Anh), và lên đến 28.550 tấn (28.100 tấn Anh) khi đầy tải; nó có một đáy kép chiếm 76% chiều dài con tàu. Chiếc tàu chiến mang theo một số xuồng nhỏ, bao gồm bao gồm một xuồng gác, ba xuồng chỉ huy, hai xuồng đổ bộ, hai xuồng yawl và hai xuồng nhỏ.
Seydlitz được mô tả như một con tàu đi biển tốt, chuyển động nhẹ nhàng. Con tàu bị mất cho đến 60% tốc độ khi bẻ lái gắt, và nghiêng cho đến 9°. Thủy thủ đoàn tiêu chuẩn bao gồm 43 sĩ quan và 1.025 thủy thủ, và khi phục vụ như là soái hạm của Đội Tuần tiễu 1, nó được bổ sung thêm 13 sĩ quan và 62 thủy thủ.

### Động lực
Hệ thống động lực của Seydlitz bao gồm 27 nồi hơi ống nước nhỏ Schulz-Thornycroft với 52 lò đốt, được chia thành ba phòng động cơ. Chúng cung cấp hơi nước cho hai bộ turbine hơi nước Parsons dẫn động trực tiếp; mỗi bộ bao gồm một turbine áp lực cao phía ngoài, rồi hơi nước thoát ra tiếp tục đi vào một turbine áp lực thấp phía trong. Mỗi turbine dẫn động một chân vịt ba cánh đường kính 3,88 m (12,7 ft); việc chuyển hướng được thực hiện bằng một cặp bánh lái. Hệ thống động lực được thiết kế để cung cấp công suất 63.000 shp (47.000 kW), đạt được tốc độ tối đa 26,5 hải lý trên giờ (49,1 km/h). Khi áp dụng các biện pháp cưỡng bức lúc chạy thử máy, động cơ cung cấp công suất đến 89.738 shp (66.918 kW) và tốc độ tối đa đạt 28,1 hải lý trên giờ (52,0 km/h). Với 3.600 tấn (3.500 tấn Anh) than mang theo, Seydlitz có tầm xa hoạt động 4.200 hải lý (7.800 km) khi di chuyển với tốc độ đường trường 14 hải lý trên giờ (26 km/h). Điện năng sử dụng trên tàu được cung cấp bởi sáu máy phát turbine công suất 1.800 kW ở điện thế 220 V.

### Vũ khí

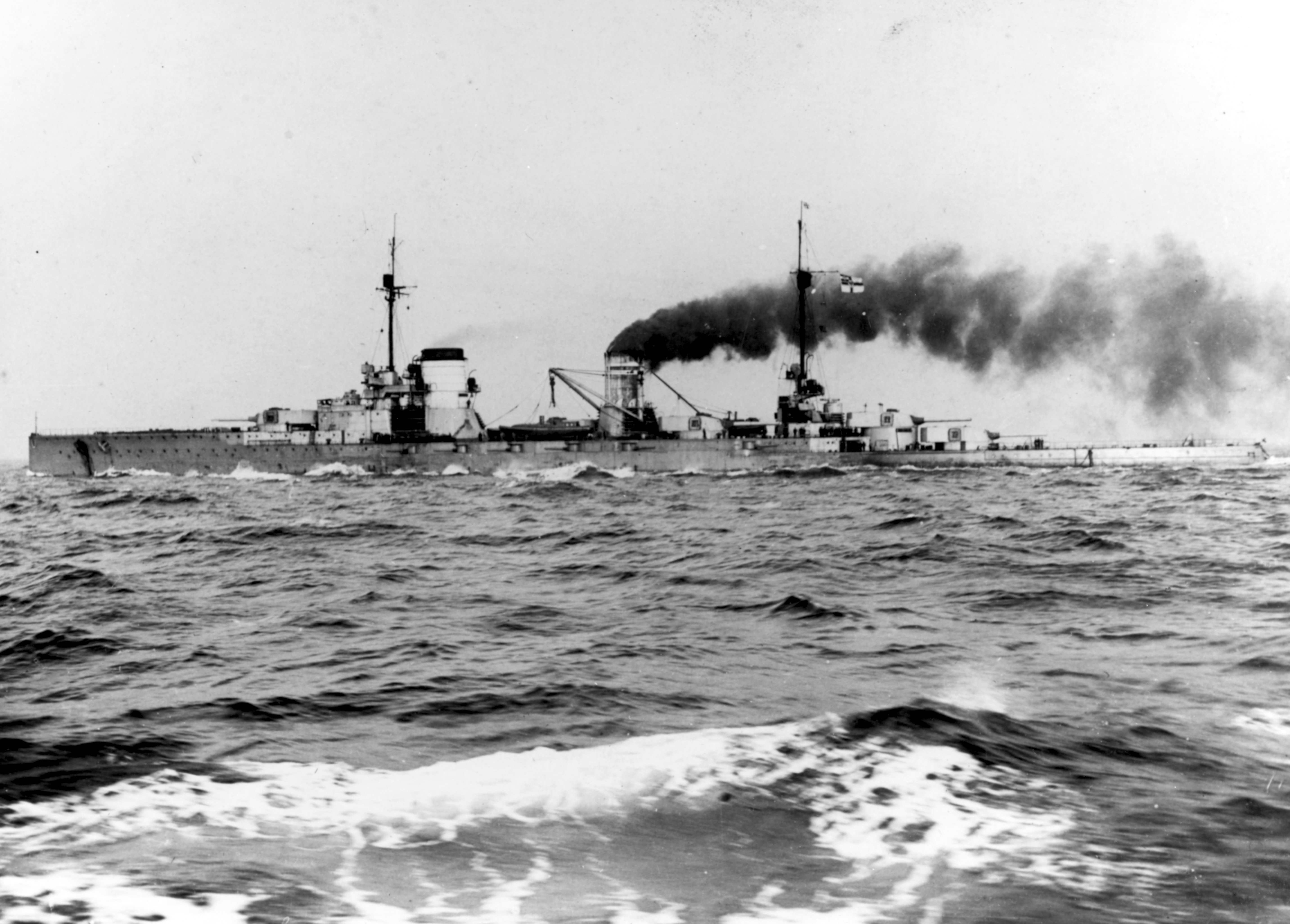
Seydlitz đang di chuyển đến Scapa Flow

Seydlitz trang bị dàn pháo chính gần tương tự như cấu hình trên lớp Moltke dẫn trước, bao gồm mười khẩu pháo SK 28 cm (11 in) L/40 đặt trên năm tháp pháo nòng đôi. Các khẩu pháo cũng được bố trí theo sơ đồ tương tự, với một tháp pháo phía trước, hai tháp pháo mạn đặt so le và hai tháp pháo bắn thượng tầng phía đuôi. Chúng được đặt trên kiểu bệ mới Drh. L C/1910, cho phép hạ xuống đến góc −8° và nâng lên cho đến góc 13,5°, tương đương với khoảng nâng của kiểu bệ Drh. L C/1908 trước đó. Ở góc nâng 13,5°, các khẩu pháo có thể bắn xa cho đến 18.100 m (19.800 yd). Vào năm 1916, giống như chiếc Moltke, dàn pháo chính của Seydlitz được cải biến để có thể nâng cho đến góc 16°, cho phép có một tầm bắn tối đa 19.100 m (20.900 yd). Các khẩu pháo trước và sau có thể xoay khoảng 150° trên cả hai hướng của trục giữa; trong khi các tháp pháo bên mạn chỉ có thể xoay 80° trên hai phía của đường vuông góc. Dàn pháo chính được cung cấp 87 quả đạn pháo xuyên thép cho mỗi khẩu pháo, lên đến tổng cộng 870 quả đạn. Ngoài đầu đạn pháo nặng 666 lb (302 kg), mỗi quả đạn pháo có liều thuốc phóng ban đầu nặng 57 lb (26 kg) đựng trong bao lụa và liều thuốc phóng chính nặng 174 lb (79 kg) đặt trong vỏ đồng. Kiểu đạn pháo này được bắn ra với lưu tốc đầu đạn 2.887 ft/s (880 m/s).
Dàn pháo hạng hai của Seydlitz cũng tương đương như thiết kế của lớp Moltke. Con tàu có mười hai khẩu pháo SK 15 cm (5,9 in) L/45 đặt trong các tháp pháo ụ nòng đơn bố trí trên trục giữa. Các khẩu pháo này có khả năng bắn mục tiêu ở khoảng cách 13.500 m (14.800 yd), và sau đợt tái trang bị năm 1916, tầm xa tối đa được tăng lên 16.800 m (18.400 yd). Chúng được cung cấp tổng cộng 1.920 quả đạn pháo, tức 160 quả cho mỗi khẩu pháo. Con tàu còn được trang bị mười hai khẩu pháo 8,8 cm (3,5 in) SK L/45 bắn nhanh, cũng được bố trí trong các tháp pháo ụ. Hai trong số chúng được tháo dỡ vào năm 1916, thay thế bằng pháo 8,8 cm Flak L/45 góc cao phòng không. Giống như thông lệ của mọi tàu chiến chủ lực Đức vào thời đó, Seydlitz được trang bị bốn ống phóng ngư lôi ngầm, gồm một trước mũi, một phía đuôi và hai ống bên mạn tàu; kiểu vũ khí này dùng để phóng ngư lôi đường kính 50 cm (19,7 in), và có tổng cộng 11 quả được mang theo.

### Vỏ giáp
Theo tiêu chuẩn của mọi tàu chiến chủ lực Đức vào thời đó, Seydlitz sử dụng thép giáp Krupp cho vỏ giáp của con tàu. Nó có đai giáp dày đến 300 mm (12 in) tại khu vực chắc chắn nhất của thành trì, vuốt mỏng dần còn 100 mm (3,9 in) phía trước mũi và sau đuôi. Đai giáp chính được củng cố bởi một vách ngăn chống ngư lôi dày 50 mm (2,0 in). Tháp chỉ huy phía trước có vỏ giáp bên mặt hông dày 350 mm (14 in) và nóc dày 200 mm (7,9 in). Tháp pháo chính được bảo vệ bởi lớp giáp dày 250 mm (9,8 in) trên các mặt hông và 70–100 mm (2,8–3,9 in) trên nóc. Các tháp pháo ụ được bảo vệ yếu hơn, với lớp giáp dày 150 mm (5,9 in) trên các mặt hông và 35 mm (1,4 in) trên nóc. Vỏ giáp sàn tàu có độ dày thay đổi tùy theo khu vực bảo vệ. Tại các khu vực trọng yếu, sàn tàu dày 80 mm (3,1 in), trong khi các vùng ít quan trọng hơn chỉ được che phủ với độ dày 30 mm (1,2 in). Một lớp đai giáp chéo dày 50 mm (2,0 in) được đặt bên dưới sàn tàu bọc thép chính. Bệ tháp pháo được bảo vệ bởi thép tấm dày 230 mm (9,1 in); phần bệ tháp pháo sau đai giáp được làm mỏng hơn để tiết kiệm trọng lượng, một biện pháp áp dụng trên đa số các tàu chiến Anh và Đức vào thời đó.

## Lịch sử hoạt động

### Trước chiến tranh
Seydlitz được hạ thủy vào ngày 30 tháng 3 năm 1912, và được đỡ đầu bởi tướng kỵ binh von Kleist. Vào ngày 22 tháng 5 năm 1913 con tàu được đưa ra hoạt động cùng Hạm đội Đức, được vận hành bởi thủy thủ đoàn của chiếc tàu tuần dương bọc thép cũ Yorck, vốn vừa mới được đưa về hạm đội dự bị. Sau các đợt chạy thử máy, Seydlitz tham gia cùng phần còn lại của Hạm đội Biển khơi Đức cho các cuộc cơ động ngoài khơi Helgoland. Chuẩn đô đốc Franz von Hipper, Tư lệnh Đội Tuần tiễu 1, chuyển cờ hiệu của mình sang chiếc Seydlitz vào ngày 23 tháng 6 năm 1914. Con tàu đã phục vụ như là soái hạm của Hipper cho đến ngày 26 tháng 10 năm 1917.

### Trận Heligoland Bight
Không lâu sau khi Chiến tranh Thế giới thứ nhất nổ ra, một trận đụng độ ngắn diễn ra giữa các tàu tuần dương hạng nhẹ Đức với một lực lượng bắn phá bao gồm tàu chiến-tuần dương và tàu tuần dương Anh đã diễn ra vào ngày 28 tháng 8 năm 1914. Sáng hôm đó, các tàu tuần dương Anh thuộc Lực lượng Harwich đã tấn công các tàu khu trục Đức đang tuần tra tại Heligoland Bight. Sáu tàu tuần dương hạng nhẹ Đức: Köln, Strassburg, Stettin, Frauenlob, Stralsund và Ariadne, đã kháng cự lại cuộc bắn phá và gây thiệt hại đáng kể cho các kẻ tấn công. Tuy nhiên, sự xuất hiện của Hải đội Tàu chiến-tuần dương 1 Anh Quốc dưới quyền chỉ huy của Phó đô đốc David Beatty lúc khoảng 13 giờ 37 phút, nhanh chóng đưa các con tàu Đức vào thế bất lợi.
Cùng với những tàu chiến-tuần dương còn lại của Đội Tuần tiễu 1, Seydlitz đặt căn cứ tại Wilhelmshaven Roads vào buổi sáng ngày diễn ra trận chiến. Lúc 08 giờ 50 phút, Hipper xin phép Đô đốc Friedrich von Ingenohl, Tổng tư lệnh Hạm đội Biển khơi, để gửi các tàu chiến-tuần dương của mình đến trợ giúp các tàu tuần dương Đức đang bị vây hãm. Các tàu chiến-tuần dương Moltke và Von der Tann sẵn sàng lên đường lúc 12 giờ 10 phút, tuy nhiên, các con tàu bị mắc lại do thủy triều thấp, vốn ngăn trở các tàu chiến-tuần dương vượt qua một cách an toàn bãi cạn ở cửa sông Jadebusen. Mãi đến 14 giờ 10 phút, Moltke và Von der Tann mới có thể băng qua cồn cát, và Hipper ra lệnh cho các tàu tuần dương Đức rút lui về phía sau hai chiếc tàu chiến hạng nặng, trong khi bản thân Hipper bị tụt lại khoảng một giờ phía sau trên chiếc Seydlitz. Đến 14 giờ 25 phút, các tàu tuần dương hạng nhẹ còn lại Strassburg, Stettin, Frauenlob, Stralsund và Ariadne gặp gỡ các tàu chiến-tuần dương. Seydlitz đến được chiến trường lúc 15 giờ 10 phút, Ariadne không chịu nổi các hư hại trong chiến đấu và bị đắm. Hipper tiến lên phía trước một cách thận trọng để truy tìm hai tàu tuần dương hạng nhẹ bị mất tích Mainz và Köln, vốn đã bị đánh chìm trong trận chiến trước đó. Đến 16 giờ 00, hải đội Đức bắt đầu rút lui về Jade Estuary, đến nơi vào khoảng 20 giờ 23 phút.

### Bắn phá Yarmouth
Vào lúc 16 giờ 30 ngày 2 tháng 11 năm 1914, trong vai trò soái hạm của Hipper, Moltke, cùng với Seydlitz, Von der Tann, tàu tuần dương bọc thép Blücher và bốn tàu tuần dương hạng nhẹ Strassburg, Graudenz, Kolberg và Stralsund đã rời Jade Estuary hướng lên phía Bắc theo một vòng cung để tránh Heligoland cùng các tàu ngầm Anh được bố trí tại đây, rồi gia tăng tốc độ lên 18 knot hướng sang bờ biển Anh Quốc. Hải đội đi đến ngoài khơi Great Yarmouth lúc bình minh ngày hôm sau và bắt đầu bắn phá cảng, trong khi chiếc tàu tuần dương hạng nhẹ Stralsund tiến hành rải mìn. Tàu ngầm Anh D5 đã đáp trả lại cuộc tấn công, nhưng nó trúng phải một quả thủy lôi do Stralsund cài và bị chìm. Không lâu sau đó, Hipper ra lệnh cho các con tàu của mình quay trở về vùng biển Đức. Tuy nhiên, lúc quay về, một làn sương mù dày đặc bao phủ Heligoland Bight, nên các con tàu được lệnh chờ cho đến khi đến khi tầm nhìn được cải thiện để chúng có thể đi qua an toàn các bãi mìn phòng thủ. Tàu tuần dương bọc thép Yorck rời Jade mà không được phép, và trên đường đi Wilhelmshaven đã phạm sai lầm trong dẫn đường, đi ngay vào một bãi mìn Đức. Yorck trúng hai quả thủy lôi và chìm nhanh chóng; chiếc hải phòng hạm Hagen cứu được 127 người trong số thủy thủ đoàn của nó.

### Bắn phá Scarborough, Hartlepool và Whitby
Đô đốc von Ingenohl quyết định tiến hành thêm một cuộc bắn phá khác vào bờ biển Anh Quốc với hy vọng lôi kéo một phần Hạm đội Grand vào cuộc chiến, nơi có thể bị tiêu diệt từng phần. Seydlitz cùng với các tàu chiến-tuần dương Moltke, Von der Tann, Derfflinger, tàu tuần dương bọc thép Blücher, các tàu tuần dương hạng nhẹ Kolberg, Strassburg, Stralsund và Graudenz cùng hai chi hạm đội tàu phóng lôi đã rời Jade lúc 03 giờ 20 phút ngày 15 tháng 12. Các con tàu của Hipper di chuyển lên phía Bắc, vượt qua Heligoland để đi đến hải đăng Horns Reef, nơi chúng chuyển hướng sang phía Tây hướng đến Scarborough. Mười hai giờ sau khi Hipper khởi hành, phần chủ lực của Hạm đội Biển khơi, bao gồm 14 chiếc thiết giáp hạm dreadnought và 8 thiết giáp hạm tiền-dreadnought cùng một lực lượng hộ tống gồm 2 tàu tuần dương bọc thép, 7 tàu tuần dương hạng nhẹ và 54 tàu phóng lôi lên đường để hỗ trợ từ xa.

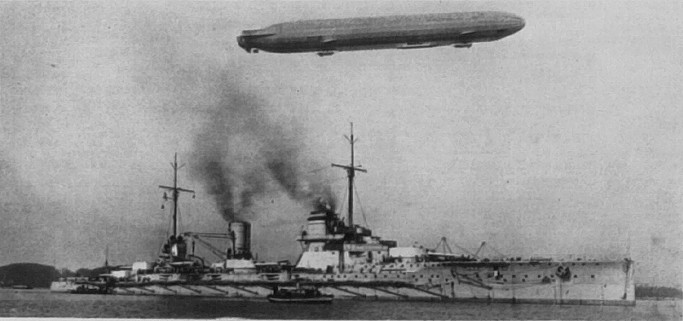
Seydlitz với một khí cầu zeppelin bên trên

Trước đó, vào ngày 26 tháng 8 năm 1914, tàu tuần dương hạng nhẹ Đức Magdeburg bị mắc cạn trong vịnh Phần Lan; xác tàu bỏ lại bị Hải quân Nga chiếm, và cùng với các hải đồ của Bắc Hải, họ đã tìm thấy các quyển sổ mật mã được Hải quân Đức. Những tài liệu này được chuyển cho Hải quân Hoàng gia Anh. Phòng 40 bắt đầu giải mã các tín hiệu của Đức, và vào ngày 14 tháng 12 đã bắt được những thông điệp liên quan đến kế hoạch bắn phá Scarborough. Không thể biết được chi tiết chính xác của kế hoạch, họ chỉ đoán rằng Hạm đội Biển khơi Đức sẽ ở lại một cách an toàn trong cảng như trong đợt bắn phá trước. Bốn tàu chiến-tuần dương của Phó đô đốc Beatty, được Hải đội Tuần dương 3 và Hải đội Tuần dương nhẹ 1 hỗ trợ cùng với sáu thiết giáp hạm dreadnought của Hải đội Chiến trận 2 sẽ phục kích các tàu chiến-tuần dương của Hipper.
Trong đêm 15 tháng 12, thành phần chủ lực của Hạm đội Biển khơi Đức đã đụng độ với tàu khu trục Anh. Lo sợ một cuộc tấn công bằng ngư lôi ban đêm, Đô đốc Ingenohl ra lệnh cho các con tàu rút lui. Hipper đã không biết được sự thoái lui của Ingenohl, vẫn tiếp tục cuộc bắn phá theo kế hoạch. Khi đến được khu vực bờ biển Anh, lực lượng của Hipper được cho tách ra làm đôi: Seydlitz, Moltke và Blücher đi lên phía Bắc để bắn phá Hartlepool, trong khi Von der Tann và Derfflinger hướng về phía Nam để bắn phá Scarborough và Whitby. Trong khi bắn phá Hartlepool, Seydlitz bị bắn trúng ba lần còn Blücher trúng sáu phát bởi các khẩu pháo phòng thủ duyên hải. Seydlitz chỉ bị hư hại nhẹ và không bị thương vong. Đến 09 giờ 45 phút ngày 16 tháng 12, hai nhóm tập hợp trở lại và bắt đầu rút lui về phía Đông.

Sơ đồ vị trí của Hạm đội Biển khơi Đức vào sáng ngày 16 tháng 12

Vào lúc này, các tàu chiến-tuần dương của Beatty đã ở vào vị trí ngăn chặn con đường mà Hipper lựa chọn để rút lui, trong khi các lực lượng khác đang trên đường tiến đến để hoàn thành việc bao vây. Đến 12 giờ 25 phút, các tàu tuần dương hạng nhẹ của Hải đội Tuần tiễu 2 bắt đầu băng qua lực lượng Anh để tìm kiếm lực lượng của Hipper. Một trong các tàu tuần dương của Hải đội Tuần dương nhẹ 1 phát hiện Stralsund và gửi một thông báo đến Beatty. Lúc 12 giờ 30 phút, Beatty đổi hướng các tàu chiến-tuần dương dưới quyền về phía các con tàu Đức, dự đoán rằng các tàu tuần dương Đức là lực lượng tiên phong bảo vệ cho các con tàu của Hipper; nhưng thực ra các tàu chiến-tuần dương Đức còn ở cách 50 km (31 mi) về phía trước. Hải đội Tuần tiễu 2 vốn đang bảo vệ cho các con tàu của Beatty đã được cho tách ra để truy đuổi các tàu tuần dương Đức; nhưng do việc diễn dịch sai tín hiệu từ các tàu chiến-tuần dương Anh đã gửi chúng quay trở lại vị trí hộ tống. Sự nhầm lẫn này cho phép các tàu tuần dương nhẹ Đức chạy thoát và báo động cho Hipper vị trí của các tàu chiến-tuần dương Anh. Các tàu chiến Đức lẻn về phía Đông Bắc lực lượng Anh và đã chạy thoát.
Cả hai phía Đức và Anh đều thất vọng vì đã không chiến đấu lại đối thủ một cách hiệu quả. Uy tín của Đô đốc Ingeholh bị ảnh hưởng nghiêm trọng do hậu quả của sự nhút nhát. Thuyền trưởng của Moltke tỏ ra gay gắt, ông cho rằng Ingenohl đã rút lui "vì ông lo sợ mười một chiếc tàu khu trục Anh vốn có thể loại bỏ dễ dàng... dưới sự lãnh đạo như thế này chúng ta sẽ chẳng đạt được gì." Lịch sử chính thức của Hải quân Đức phê phán Ingenohl đã không sử dụng lực lượng hạng nhẹ của mình để thăm dò quy mô lực lượng của hạm đội Anh, cho rằng: "Ông đưa ra quyết định không chỉ gây nguy hại đáng kể cho lực lượng phía trước ngoài khơi bờ biển Anh, mà còn cất đi khỏi Hạm đội Đức một thắng lợi chắc chắn và đáng kể."

### Trận Dogger Bank
Vào đầu tháng 1 năm 1915, tin tức cho biết các tàu chiến Anh tiến hành trinh sát tại khu vực Dogger Bank. Đô đốc Ingenohl thoạt tiên do dự không muốn tiêu diệt các lực lượng này, do Đội Tuần tiễu 1 tạm thời bị yếu kém trong khi Von der Tann đi vào ụ tàu để bảo trì định kỳ. Tuy nhiên, Chuẩn đô đốc Richard Eckermann, Tham mưu trưởng Hạm đội Biển khơi, cứ nhất định đòi thực hiện chiến dịch, nên Ingenohl bị thuyết phục và ra lệnh cho Hipper đưa các tàu chiến-tuần dương còn lại dưới quyền đến Dogger Bank. Ngày 23 tháng 1, Hipper khởi hành với cờ hiệu của mình trên chiếc Seydlitz, được tiếp nối bởi Moltke, Derfflinger và Blücher cùng các tàu tuần dương hạng nhẹ Graudenz, Rostock, Stralsund và Kolberg và 19 tàu phóng lôi thuộc các chi hạm đội 2, 5 và bán-chi hạm đội 18. Graudenz và Stralsund được phái đi hộ tống phía trước hải đội, trong khi Rostock và Kolberg lần lượt được phân sang mạn phải và mạn trái tương ứng, mỗi tàu tuần dương hạng nhẹ có một bán-chi hạm đội tàu phóng lôi phối thuộc.
Một lần nữa, việc thu thập và giải mã tín hiệu vô tuyến của Đức đã đóng một vai trò quan trọng. Cho dù nhân viên giải mã Phòng 40 không thể biết được chính xác kế hoạch, họ vẫn có thể đoán được rằng Hipper sẽ tiến hành một chiến dịch tại vùng Dogger Bank. Để đối phó, Hải đội Tàu chiến-Tuần dương 1 của Beatty, Hải đội Tàu chiến-Tuần dương 2 của Chuẩn đô đốc Archibald Moore và Hải đội Tuần dương nhẹ 2 của Thiếu tướng Hải quân William Goodenough được cho tập trung để hội quân cùng Lực lượng Harwich của Thiếu tướng Reginald Tyrwhitt lúc 08 giờ 00 ngày 24 tháng 1 ở vị trí khoảng 30 mi (48 km) về phía Bắc Dogger Bank.
Lúc 08 giờ 14 phút, Kolberg nhìn thấy chiếc tàu tuần dương hạng nhẹ Aurora cùng nhiều tàu khu trục thuộc Lực lượng Harwich. Aurora khiêu khích Kolberg bằng một đèn pha, vào lúc mà Kolberg tấn công Aurora và ghi được hai phát trúng đích. Aurora bắn trả và cũng bắn trúng đối phương hai phát. Hipper lập tức cho chuyển hướng các tàu chiến-tuần dương của mình đến nơi nổ súng, trong khi hầu như đồng thời vào lúc đó, Stralsund trông thấy một lượng khói lớn về phía Tây Bắc vị trí của nó. Đây được xác định là một số lượng tàu chiến lớn đang hướng về phía các con tàu của Hipper.
Hipper quay mũi về phía Nam để chạy thoát, nhưng bị giới hạn ở tốc độ 23 hải lý trên giờ (43 km/h), là tốc độ tối đa của chiếc tàu tuần dương bọc thép cũ Blücher. Các tàu chiến-tuần dương Anh truy đuổi di chuyển với tốc độ 27 hải lý trên giờ (50 km/h), và nhanh chóng bắt kịp các con tàu Đức. Lúc 09 giờ 52 phút, Lion nổ súng nhắm vào Blücher ở khoảng cách 20.000 yd (18.000 m), rồi đến lượt Queen Mary và Tiger cũng bắt đầu nổ súng không lâu sau đó. Lúc 10 giờ 09 phút, các tàu chiến Anh ghi được phát bắn trúng đầu tiên trên Blücher; hai phút sau, các tàu chiến Đức bắt đầu bắn trả, chủ yếu tập trung nhắm vào Lion ở khoảng cách 18.000 yd (16.000 m). Đến 10 giờ 28 phút, Lion bị bắn trúng ngay mực nước, làm xé toang một lỗ hổng bên mạn tàu và làm ngập nước một khoang chứa than. Lúc 10 giờ 30 phút, New Zealand, chiếc thứ tư trong hàng chiến trận của Beatty, tiếp cận Blücher trong tầm bắn và bắt đầu nổ súng; đến 10 giờ 35 phút, khoảng cách được rút ngắn xuống còn 17.500 yd (16.000 m), khi toàn bộ hàng chiến trận Đức nằm trong tầm bắn hiệu quả của các tàu chiến Anh. Beatty ra lệnh cho các tàu chiến-tuần dương của mình nổ súng vào đối thủ Đức tương ứng đối diện song song. Tuy nhiên, sự lẫn lộn bên trên chiếc Tiger đã khiến thuyền trưởng của nó tin rằng nó phải nhắm vào Seydlitz, khiến cho Moltke hoàn toàn tự do để bắn mà không bị ngăn trở.
Seydlitz bị bắn trúng cầu tàu chỉ huy lúc 10 giờ 25 phút bởi một quả đạn pháo 13,5 in (340 mm) từ Lion, nhưng chỉ gây thiệt hại nhẹ. Đến 10 giờ 40 phút, Lion lại bắn trúng Seydlitz cũng với một phát đạn 13,5 inch, làm thủng một lỗ trên sàn tàu và xuyên thủng hầm đạn pháo phía sau. Bản thân quả đạn pháo không xuyên thủng hầm đạn, nhưng chớp lửa của vụ nổ xâm nhập vào phòng đạn pháo làm kích nổ các liều thuốc phóng chứa tại đây.

Trong phòng nạp đạn pháo, nơi quả đạn pháo bắn trúng xuyên thủng, một phần liều thuốc phóng đang sẵn sàng để nạp bị bắt lửa. Ngọn lửa bốc cao lên đến tháp pháo và lan xuống phòng đạn pháo, rồi lan qua một khung cửa vốn phải được đóng kín, là đường mà các pháo thủ trong phòng đạn pháo tìm cách thoát sang tháp pháo phía trước. Đám cháy đã tìm đường lan rộng sang phòng đạn pháo bên kia, rồi đến tháp pháo thứ hai, và do đó làm cho toàn bộ thành viên khẩu đội của cả hai tháp pháo nhanh chóng bị tiêu diệt. Ngọn lửa bốc cao lên đến gần bằng một tòa nhà bên trên các tháp pháo.

Vụ nổ đã làm thiệt mạng 159 người và phá hủy cả hai tháp pháo phía đuôi. Đám cháy đã được ngăn chặn không cho lan vào các hầm đạn, vốn có thể gây thảm họa phá hủy con tàu, nhờ hành động nhanh chóng của vị sĩ quan cao cấp (hạm phó) đã ra lệnh làm ngập nước cả hai hầm đạn. Thượng sĩ Wilhelm Heidkamp đã bị thương nặng khi ông dùng tay quay những van đang nóng đỏ rực để làm ngập nước hầm đạn. Lúc 11 giờ 01 phút, Seydlitz bắn trả trúng Lion bằng một quả đạn pháo 28 cm (11 in), làm hỏng hai động cơ của Lion. Không lâu sau đó, hai quả đạn pháo 30,5 cm (12,0 in) từ Derfflinger lại đánh trúng Lion, một quả trúng bên trên mực nước. Cú đánh trúng làm tràn nước biển vào thùng cấp nước bên mạn trái, cuối cùng đã đánh hỏng Lion, vì việc nhiễm nước mặn đã buộc thủy thủ phải tắt động cơ bên mạn trái. Đến 11 giờ 25 phút, Seydlitz lại bị bắn trúng phát thứ ba, cũng là phát trúng cuối cùng, vào đai giáp giữa tàu, nhưng chỉ gây hư hại nhẹ.
Vào lúc này, Blücher bị hư hại nặng sau trúng nhiều phát đạn pháo hạng nặng. Tuy nhiên, cuộc săn đuổi kết thúc khi có nhiều báo cáo về hoạt động của tàu ngầm U-boat phía trước các con tàu Anh; Beatty nhanh chóng ra lệnh cơ động lẩn tránh, cho phép các con tàu Đức gia tăng khoảng cách với những kẻ săn đuổi. Đúng lúc đó, máy phát điện duy nhất còn hoạt động của Lion bị hỏng, làm giảm tốc độ của nó xuống còn 15 hải lý trên giờ (28 km/h). Bên trên chiếc Lion bị hỏng hóc, Beatty ra lệnh cho các tàu chiến-tuần dương còn lại "Tấn công đoạn hậu đối phương", nhưng sự nhầm lẫn trong việc truyền tín hiệu đã khiến các con tàu chỉ tập trung hỏa lực nhắm vào Blücher, cho phép Moltke, Seydlitz và Derfflinger chạy thoát. Vào lúc Beatty nắm trở lại sự chỉ huy các con tàu của mình sau khi chuyển sang chiếc Princess Royal, các con tàu Đức đã ở quá xa để có thể bắt kịp; nên đến 13 giờ 50 phút, ông từ bỏ việc truy đuổi.
Seydlitz được sửa chữa tại xưởng tàu Kaiserliche Werft ở Wilhelmshaven từ ngày 25 tháng 1 đến ngày 31 tháng 3 năm 1915, sau đó nó gia nhập trở lại hạm đội.

### Trận chiến vịnh Riga
Vào ngày 3 tháng 8 năm 1915, Seydlitz, Moltke và Von der Tann được chuyển sang khu vực biển Baltic cùng với Đội Trinh sát 1 để tham gia cuộc xâm nhập vịnh Riga. Ý định của Hải quân Đức là nhằm tiêu diệt lực lượng Hải quân Nga tại khu vực này, kể cả chiếc thiết giáp hạm tiền-dreadnought Slava, và sử dụng tàu rải mìn Deutschland phong tỏa lối ra vào eo biển Moon bằng thủy lôi. Lực lượng Đức, dưới quyền chỉ huy của Phó đô đốc Hipper, bao gồm bốn thiết giáp hạm lớp Nassau và bốn chiếc lớp Helgoland, ba tàu chiến-tuần dương nêu trên cùng một số tàu nhỏ. Trong suốt chiến dịch, Seydlitz và hai tàu chiến-tuần dương còn lại ở ngoài biển Baltic hỗ trợ từ xa cho các hoạt động xâm nhập vịnh Riga.
Sau chiến dịch, Seydlitz cùng các đơn vị hạng nặng khác của Hạm đội Biển khơi quay trở lại Bắc Hải. Trong ngày 11-12 tháng 9, Seydlitz cùng phần còn lại của Đội Tuần tiễu 1 bảo vệ cho một chiến dịch rải mìn ngoài khơi Terschelling. Ngày 24 tháng 11, con tàu bị mắc cạn trong kênh đào Kaiser Wilhelm, nhưng nó nhanh chóng nổi trở lại; và vào ngày 4 tháng 12, trong khi đi ra khỏi kênh đào Kaiser Wilhelm, chiếc tàu chiến bị vướng vào lưới bảo vệ. Thợ lặn đã tháo gỡ lưới bị vướng vào chân vịt bên mạn phải.

### Bắn phá Yarmouth và Lowestoft
Vào ngày 24–25 tháng 4 năm 1916, Đội Tuần tiễu 1 tham gia một chiến dịch bắn phá khác vào bờ biển Anh Quốc, lần này là các thị trấn Yarmouth và Lowestoft. Đô đốc Hipper đang bị bệnh, nên các con tàu Đức đặt dưới quyền chỉ huy của Chuẩn đô đốc Friedrich Bödicker, đặt cờ hiệu trên soái hạm Seydlitz. Các tàu chiến-tuần dương Derfflinger, Lützow, Moltke, Seydlitz và Von der Tann rời Jade Estuary lúc 10 giờ 55 phút ngày 24 tháng 4, được hỗ trợ bởi một lực lượng hộ tống bao gồm sáu tàu tuần dương hạng nhẹ và hai chi hạm đội tàu phóng lôi. Các đơn vị hạng nặng của Hạm đội Biển khơi lên đường lúc 13 giờ 40 phút, với mục đích hỗ trợ từ xa cho các con tàu của Bödicker. Bộ Hải quân Anh đã biết được việc xuất quân của Đức nhờ thu thập tình báo vô tuyến, nên đã cho bố trí Hạm đội Grand lúc 15 giờ 50 phút.
Đến 14 giờ 00, các con tàu của Bödicker đến một địa điểm ngoài khơi Norderney, nơi ông quay mũi các con tàu về phía Bắc nhằm tránh các trinh sát viên Hà Lan trên đảo Terschelling. Lúc 15 giờ 38 phút, Seydlitz trúng phải một quả mìn, làm thủng một lỗ trên lườn tàu kéo dài 15 m (49 ft) ngay phía sau ống phóng ngư lôi bên mạn phải, làm thiệt mạng 11 người và khiến khoảng 1.400 t (1.400 tấn Anh; 1.500 tấn Mỹ) nước tràn vào trong con tàu. Đô sâu mớn nước của nó tăng thêm 1,4 mét (4,6 ft) phía mũi tàu. Seydlitz phải quay trở lại, cùng với các tàu tuần dương hạng nhẹ theo hộ tống, ở tốc độ 15 kn (28 km/h). Bốn chiếc tàu chiến-tuần dương kia lập tức chuyển về phía Nam hướng đến Norderney nhằm tránh các quả mìn khác. Đến 16 giờ 00, Seydlitz thoát khỏi nguy hiểm trước mắt, nên nó dừng lại để Bödicker rời tàu, và chiếc tàu phóng lôi V28 đưa vị đô đốc trở lại chiếc Lützow, và chiến dịch được tiếp tục theo như kế hoạch. Sau khi Bödicker rời tàu, được hai tàu phóng lôi hộ tống, Seydlitz rút lui về phía Nam đến Jade. Nó phải ngừng hoạt động trên một tháng để sửa chữa những hư hại do thủy lôi.

### Trận Jutland

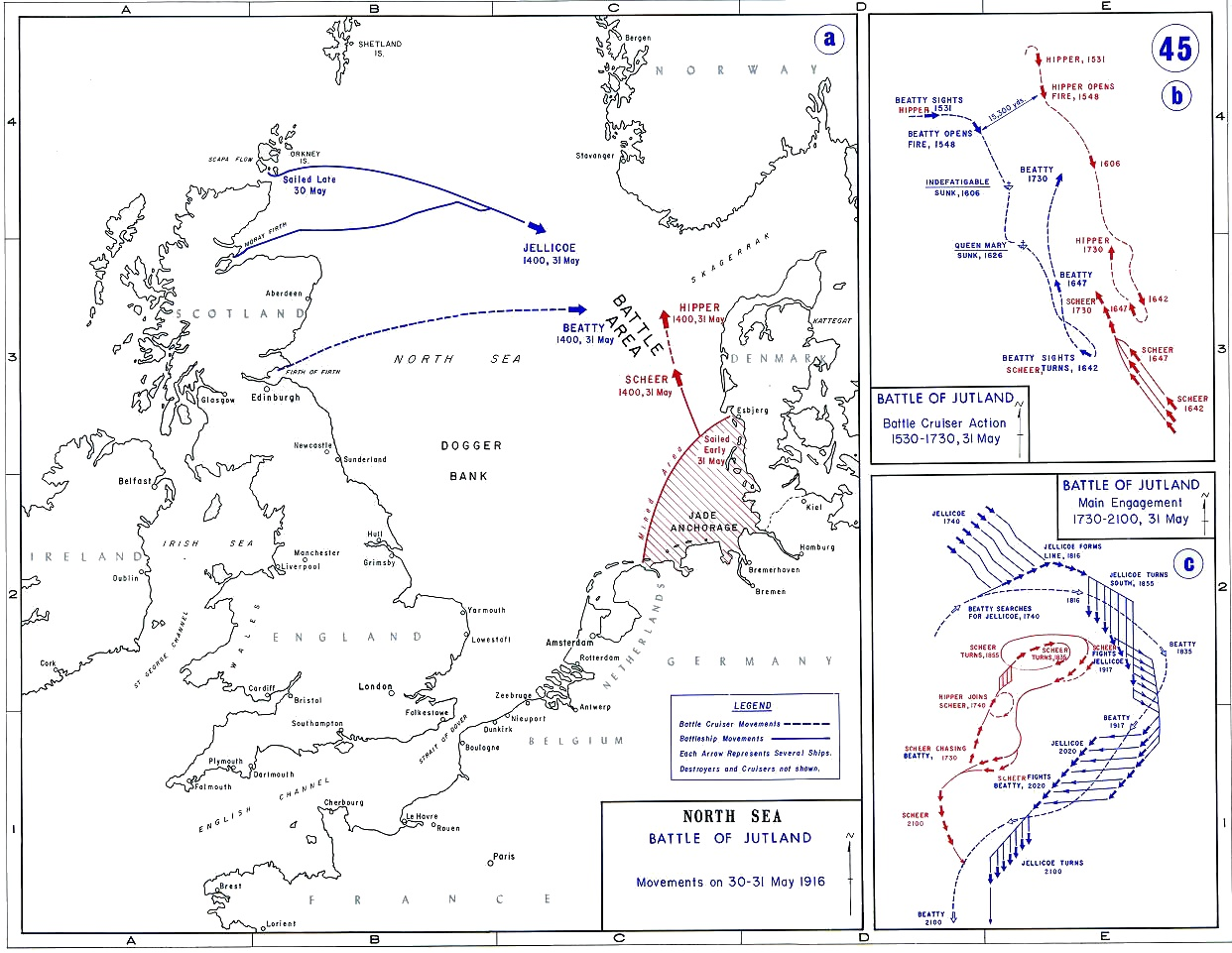
Bản đồ trình bày sự cơ động của hạm đội Anh (xanh) và Đức (đỏ) trong ngày 31 tháng 5–1 tháng 6 năm 1916.

Hầu như ngay sau cuộc bắn phá Lowestoft, Đô đốc Reinhard Scheer bắt đầu vạch kế hoạch cho một cuộc xâm nhập khác vào Bắc Hải. Thoạt tiên ông dự định tiến hành chiến dịch vào giữa tháng 5, nhưng những hư hại của Seydlitz do mìn tỏ ra khó sửa chữa, và Scheer lại không sẵn lòng tiến hành một cuộc bắn phá lớn mà không có đầy đủ sức mạnh của lực lượng tàu chiến-tuần dương. Ngày 22 tháng 5, xưởng tàu Wilhelmshaven báo cáo con tàu đã có thể hoạt động, nhưng những thử nghiệm trong đêm cho thấy khoang chứa ngư lôi bên mạn vốn bị hư hại bởi mìn đã không kín nước, và có việc rò rỉ nước ở các vách ngăn ngang trước và sau. Cần có các công việc sửa chữa khác, nên chiến dịch bị hoãn lại thêm một tuần, thời điểm mà xưởng tàu Wilhelmshaven cam đoan với Scheer là con tàu sẽ sẵn sàng. Giữa trưa ngày 28 tháng 5, công việc sửa chữa Seydlitz hoàn tất, và nó gia nhập trở lại Đội Tuần tiễu 1.
Trong đêm 30 tháng 5 năm 1916, Seydlitz cùng bốn tàu chiến-tuần dương khác của Đội Tuần tiễu 1 thả neo tại vũng biển Jade. Sáng hôm sau lúc 02 giờ 00 giờ Trung Âu, các con tàu chậm rãi di chuyển về phía Skagerrak với tốc độ 16 hải lý trên giờ (30 km/h). Vào lúc này, Đô đốc Hipper đã chuyển cờ hiệu của mình từ Seydlitz sang chiếc tàu chiến-tuần dương mới Lützow. Seydlitz chiếm vị trí ở giữa đội hình, phía sau Derfflinger và dẫn trước Moltke. Đội Tuần tiễu 2, bao gồm các tàu tuần dương hạng nhẹ Frankfurt (soái hạm của Chuẩn đô đốc Friedrich Bödicker), Wiesbaden, Pillau và Elbing cùng 30 tàu phóng lôi thuộc các chi hạm đội 2, 6 và 9, tháp tùng theo lực lượng của Hipper.
Một giờ rưỡi sau đó, phần chủ lực của Hạm đội Biển khơi dưới quyền chỉ huy của Đô đốc Reinhard Scheer rời Jade Estuary; một lực lượng bao gồm 16 thiết giáp hạm dreadnought có sự tháp tùng của Đội Tuần tiễu 4 bao gồm các tàu tuần dương hạng nhẹ Stettin, München, Hamburg, Frauenlob và Stuttgart cùng 31 tàu phóng lôi thuộc các chi hạm đội 1, 3, 5 và 7, do Rostock dẫn đầu. Sáu chiếc thiết giáp hạm tiền-dreadnought thuộc Hải đội Chiến trận 2 cũng khởi hành từ Elbe roads lúc 02 giờ 45 phút và gặp gỡ hạm đội chiến trận lúc 05 giờ 00.
Không lâu trước 16 giờ 00, lực lượng của Hipper đã đụng độ với Hải đội Tàu chiến-Tuần dương của Phó đô đốc David Beatty. Các con tàu Đức là những chiếc đã nổ súng đầu tiên, ở cự ly khoảng 14.000 m (15.000 yd). Máy đo tầm xa trên các con tàu Anh đã đọc nhầm cự ly đến các mục tiêu Đức, nên khi bắt đầu bắn trả loạt đạn đầu tiên đã bắn xa hơn mục tiêu cả dặm. Vì cả hai hàng tàu chiến-tuần dương đối địch được bố trí để đối đầu lẫn nhau, Seydlitz bắt đầu đấu pháo tay đôi với đối thủ tương ứng bên hành chiến trận Anh, tàu chiến-tuần dương Queen Mary. Đến 16 giờ 54 phút, khoảng cách giữa các con tàu giảm xuống còn 12.900 thước Anh (11.800 m), cho phép dàn pháo hạng hai của Seydlitz bắt đầu tham chiến. Nó đang ở gần các chi hạm đội khu trục 9 và 10 của Anh đến mức dàn pháo hạng hai của nó đối đầu một cách hiệu quả. Bốn tàu chiến-tuần dương Đức còn lại sử dụng pháo hạng hai để chống lại các tàu chiến-tuần dương Anh.
Từ 16 giờ 55 phút đến 16 giờ 57 phút, Seydlitz bị bắn trúng hai quả đạn pháo hạng nặng từ Queen Mary. Quả đạn pháo thứ nhất xâm nhập mạn hông tàu 5 ft (1,5 m) bên trên sàn tàu chính, gây ra một số đám chát nhỏ. Quả đạn pháo thứ nhất xuyên thủng bệ của tháp pháo bắn thượng tầng phía đuôi. Bốn liều thuốc phóng đã bị kích nổ bên trong phòng đạn pháo, đám cháy phát sinh lan rộng lên tháp pháo và xuống hầm đạn. Các biện pháp chống lóe lửa được áp dụng kịp thời sau trận Dogger Bank đã giúp ngăn chặn các vụ nổ khác phát sinh. Dù sao, tháp pháo bị phá hủy và hầu hết pháo thủ của khẩu đội đều thiệt mạng do vụ nổ.

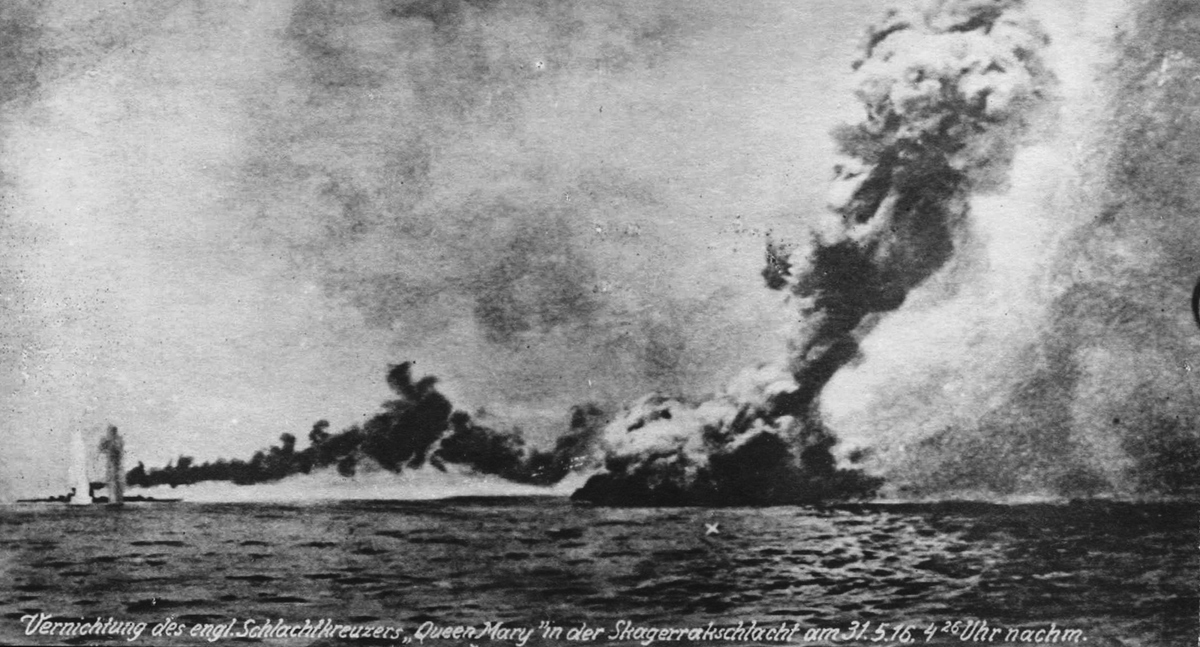
Queen Mary nổ tung do hỏa lực đạn pháo của Seydlitz và Derfflinger

Đến 17 giờ 25 phút, các tàu chiến-tuần dương Anh đã chịu đựng hư hại đáng kể bởi các đối thủ Đức. Indefatigable bị tiêu diệt bởi một loạt đạn pháo của Von der Tann khoảng 20 phút trước đó, và Đô đốc Beatty cố quay mũi 2 point tách các con tàu của mình ra để tổ chức lại đội hình, trong khi các thiết giáp hạm lớp Queen Elizabeth thuộc Hải đội Chiến trận 5 của Anh bắt đầu đến nơi và bắn pháo hỗ trợ. Khi các tàu chiến-tuần dương Anh bắt đầu tách ra, Seydlitz và Derfflinger có thể tập trung hỏa lực nhắm vào Queen Mary. Những người chứng kiến cho biết có ít nhất năm quả đạn pháo thuộc hai loạt đạn đã bắn trúng nó, gây một vụ nổ khủng khiếp làm vỡ đôi Queen Mary. Không lâu sau khi Queen Mary bị phá hủy, tàu khu trục của cả hai phía bắt đầu tìm cách tấn công bằng ngư lôi vào đối phương. Một quả ngư lôi đã đánh trúng Seydlitz lúc 17 giờ 57 phút, trúng ngay bên dưới tháp pháo phía trước, chệch về phía sau nơi mà nó từng bị hư hại bởi mìn vào tháng trước. Vụ nổ xé toang một lỗ hổng rộng 40 ft × 13 ft (12,2 m × 4,0 m) và làm con tàu nghiêng nhẹ. Cho dù bị hư hại, con tàu vẫn có khả năng duy trì tốc độ tối đa và giữ vững vị trí trong hàng chiến trận.
Những chiếc dẫn đầu của hạm đội chiến trận Đức lúc 18 giờ 00 đã đi đến tầm bắn hiệu quả đối với các con tàu Anh, và bắt đầu nả pháo xuống các tàu chiến-tuần dương Anh cùng các thiết giáp hạm lớp Queen Elizabeth. Trong khoảng từ 18 giờ 09 phút đến 18 giờ 19 phút, Seydlitz bị bắn trúng một quả đạn pháo 380 mm (15 in) có thể từ Barham hoặc Valiant. Quả đạn pháo trúng vào mặt trước tháp pháo giữa tàu bên mạn trái, làm vô hiệu hóa tháp pháo. Một phát đạn pháo 380 mm thứ hai xuyên thủng vào tháp pháo bắn thượng tầng phía đuôi vốn đã bị bắn hỏng, kích nổ các liều thuốc phóng cordite chưa bị cháy tại đây. Con tàu cũng bị vô hiệu hai khẩu đội 150 mm do hỏa lực từ phía Anh, và tháp pháo phía đuôi bị mất khẩu pháo bên phải.
Chiều tối đến, tầm nhìn bắt đầu hạn chế đối với các con tàu Đức. Hạm trưởng của Seydlitz, Đại tá Hải quân (Kapitän zur See) von Egidy, sau này kể lại:

"Tầm nhìn nói chung trở nên bất lợi. Sương mù dày đặc, vì vậy theo quy luật chỉ có thể thấy được ánh chớp đầu nòng pháo đối phương chứ không thể thấy chính những con tàu. Khoảng cách giữa hai bên rút ngắn còn từ 18.000 đến 13.000 yard. Từ hướng Tây Bắc đến hướng Đông Bắc trước mặt chúng tôi là một hàng hỏa lực đối địch, cho dù qua làn sương mù từng lúc một chỉ có thể thấy các ánh chớp đầu nòng pháo. Đây là một cảnh tượng vĩ đại và khủng khiếp."

Vào khoảng 19 giờ 00, lực lượng của Beatty đã tiến đến gần thành phần chủ lực của Hạm đội Grand, và để trì hoãn việc hạm đội Đức phát hiện ra vị trí của Hạm đội Grand, ông quay mũi các con tàu dưới quyền về phía hàng chiến trận Đức nhằm buộc chúng cũng phải đổi hướng. Việc này đã làm rút ngắn khoảng cách giữa các tàu chiến-tuần dương Anh và Đức xuống còn 14.000–12.000 thước Anh (13.000–11.000 m). Tầm nhìn kém tiếp tục tạo thuận lợi cho phía Anh, và các tàu chiến-tuần dương Đức phải trả giá. Trong vòng vài phút tiếp theo sau, Seydlitz bị bắn trúng sáu phát, chủ yếu vào phần phía trước của con tàu. Một đám cháy bùng phát tại sàn trước con tàu. Hỏa lực rất căng từ phía các con tàu của Beatty đã buộc Hipper phải tạm thời cho rút lui các tàu chiến-tuần dương dưới quyền về phía Tây Nam. Trong khi các con tàu rút lui, Seydlitz tiếp tục bị ngập thêm nước, độ nghiêng sang mạn phải xấu đi; con tàu bị ngập nước bên trên sàn giữa ở các ngăn trước tàu, và hầu như mất toàn bộ độ nổi.
Đến 19 giờ 30 phút, Hạm đội Biển khơi, vốn cho đến lúc đó vẫn đang săn đuổi các tàu chiến–tuần dương Anh, vẫn chưa đụng độ với Hạm đội Grand. Scheer đã cân nhắc đến việc cho rút lui các lực lượng của mình trước khi bóng đêm phô bày các con tàu ra trước các cuộc tấn công của tàu phóng lôi. Tuy nhiên, ông chưa kịp đưa ra quyết định khi các thiết giáp hạm dẫn đầu của mình bắt đầu đối địch với thành phần chủ lực của Hạm đội Grand. Sự phát triển này khiến cho Scheer không thể rút lui, vì như vậy sẽ phải hy sinh các thiết giáp hạm tiền-dreadnought cũ hơn của Hải đội Chiến trận 2, còn nếu sử dụng các thiết giáp hạm dreadnought và tàu chiến-tuần dương hỗ trợ cho việc rút lui của chúng sẽ phô bày những con tàu mạnh nhất của mình ra trước hỏa lực áp đảo của phía Anh. Thay vào đó, Scheer ra lệnh cho các con tàu dưới quyền bẻ lái 16 point sang mạn phải, đưa những chiếc thiết giáp hạm tiền-dreadnought về một vị trí tương đối an toàn bên phía rút lui của hàng chiến trận Đức.
Seydlitz và các tàu chiến-tuần dương khác tiếp nối theo việc chuyển hướng, đưa chúng đến phía sau thiết giáp hạm König. Các con tàu bị đánh tơi tả của Hipper có được một khoảng thời gian nghỉ ngơi. Việc không chắc chắn về vị trí chính xác và hướng đi của các con tàu của Scheer đã khiến Đô đốc Anh John Jellicoe quay mũi các con tàu dưới quyền về phía Đông, về hướng mà ông nghỉ có thể là con đường rút lui của phía Đức. Thay vì vậy, hạm đội Đức đang di chuyển về hướng Tây, nhưng Scheer lại ra lệnh bẻ lái 16 point lần thứ hai, lộn ngược lại và hướng thẳng các con tàu của ông vào ngay giữa hạm đội Anh. Hạm đội Đức phải chịu đựng hỏa lực ác liệt từ hàng chiến trận Anh, và Scheer tung ra Seydlitz, Von der Tann, Moltke và Derfflinger hướng về phía hạm đội Anh với tốc độ cao, tìm cách phá vỡ đội hình của chúng tranh thủ thời gian cho lực lượng chính của mình rút lui. Lúc 20 giờ 17 phút, các tàu chiến-tuần dương Đức tiến đến gần thiết giáp hạm Colossus ở khoảng cách 7.700 yd (7.000 m), lúc mà Scheer chỉ thị cho các con tàu đối đầu với chiếc dẫn đầu của hàng chiến trận Anh. Seydlitz bắn trúng một phát vào Colossus, nhưng chỉ gây hư hại nhẹ cho cấu trúc thượng tầng. Ba phút sau đó, các tàu chiến-tuần dương Đức quay mũi rút lui dưới sự che chở của một đợt tấn công bởi tàu phóng lôi.

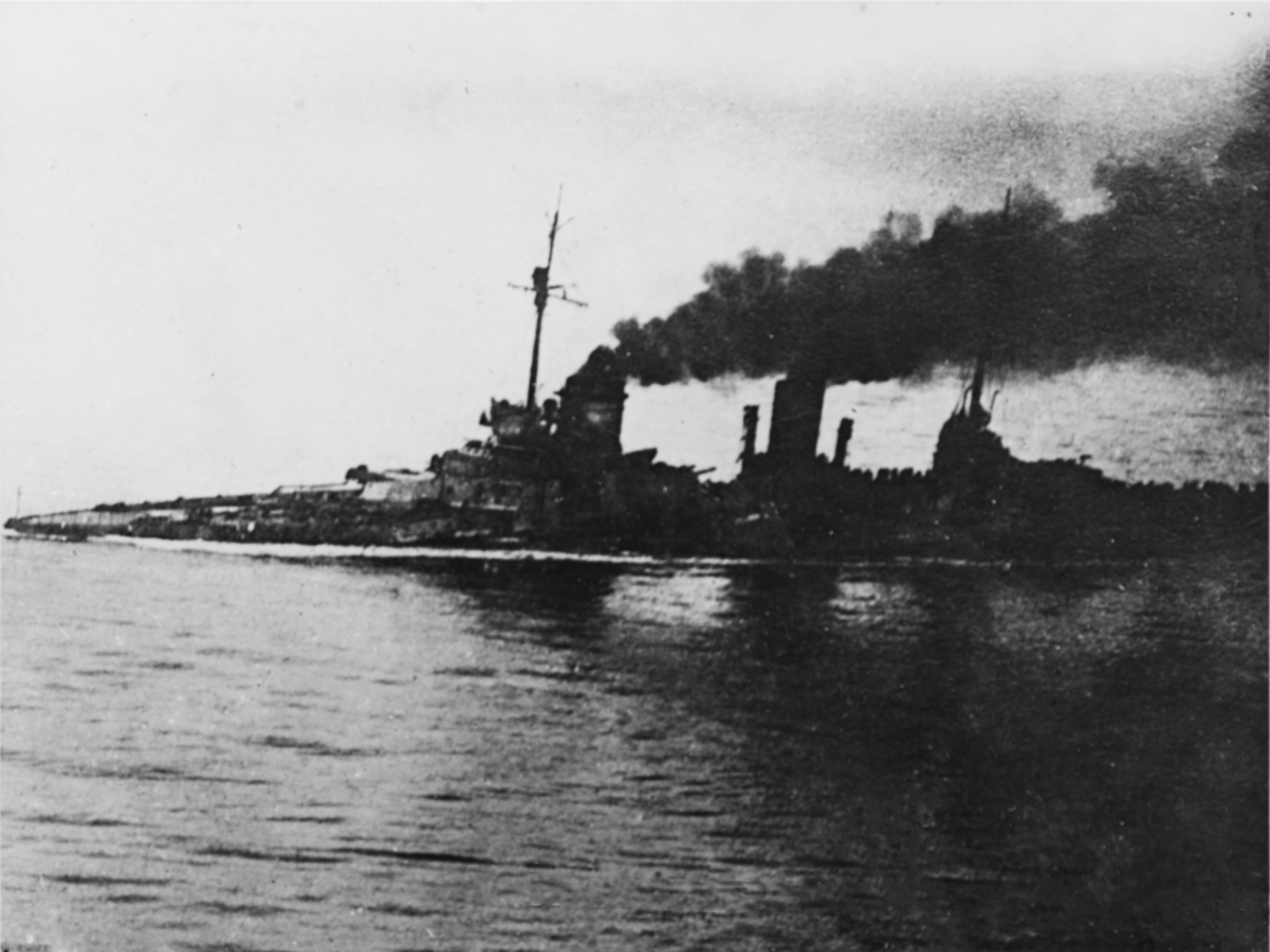
Seydlitz bị hư hại nặng sau trận Jutland, đang cố lết về cảng nhà

Một sự tạm ngừng chiến trận vào lúc trời sụp tối cho phép Seydlitz và các tàu chiến-tuần dương Đức cắt bỏ các mảnh xác tàu làm kẹt tháp pháo, dập tắt các đám cháy, sửa chữa thiết bị điều khiển hỏa lực và tín hiệu, và chuẩn bị đèn pha cho các hoạt động đêm. Vào giai đoạn này, hạm đội Đức được tái tổ chức thành đội hình chặt chẽ theo thứ tự lộn ngược, khi lực lượng hạng nhẹ Đức đụng độ với các tàu hộ tống Anh không lâu sau 21 giờ 00. Cuộc đấu pháo mới đã thu hút sự chú ý của Beatty, nên ông chuyển hướng các tàu chiến-tuần dương về phía Tây. Lúc 21 giờ 09 phút, ông trông thấy các tàu chiến-tuần dương Đức, tiếp cận đến gần ở khoảng cách 8.500 thước Anh (7.800 m) trước khi nổ súng lúc 21 giờ 20 phút. Trong trận chiến lộn xộn diễn ra sau đó, Seydlitz bị bắn trúng nhiều lần. Một quả đạn pháo trúng vào tháp pháo phía đuôi, và một quả khác trúng cầu tàu, làm thiệt mạng tất cả nhân sự trên cầu tàu và làm nhiều người trên tháp chỉ huy bị thương. Các con tàu Đức bắn trả bằng mọi khẩu pháo có được, và đến 21 giờ 32 phút đã bắn trúng cả Lion lẫn Princess Royal trong bóng đêm. Việc cơ động của các tàu chiến-tuần dương Đức đã buộc Hải đội Chiến trận 1 (Đức) phải quay sang phía Tây để tránh va chạm; điều này đã đưa các thiết giáp hạm tiền-dreadnought thuộc Hải đội Chiến trận 2 lên ngay phía sau các tàu chiến-tuần dương, ngăn trở các con tàu Anh săn đuổi các tàu chiến-tuần dương Đức khi chúng quay mũi về phía Nam. Các tàu chiến-tuần dương Anh nổ súng vào các thiết giáp hạm cũ, phía Đức đổi hướng về phía Tây Nam để xoay mọi khẩu pháo hướng vào các con tàu Anh.
Đến 22 giờ 15 phút, Hipper cuối cùng cũng chuyển sang được Moltke và ra lệnh cho các con tàu dưới quyền di chuyển với tốc độ 20 hải lý trên giờ (37 km/h) về phía đầu hàng chiến trận Đức. Tuy nhiên, chỉ có Moltke và Seydlitz đủ khả năng làm theo mệnh lệnh; Derfflinger và Von der Tann chỉ có thể di chuyển tối đa 18 hải lý trên giờ (33 km/h), và bị tụt lại phía sau. Moltke và Seydlitz đang trong quá trình di chuyển đến trước hàng chiến trận khi chúng áp sát Stettin, buộc chiếc tàu tuần dương hạng nhẹ phải bất ngờ giảm tốc độ để tránh va chạm; điều này đã buộc các tàu tuần dương hạng nhẹ Frauenlob, Stuttgart và München phải bẻ lái sang mạn trái, đưa chúng tiến đến gần và đụng độ với Hải đội Tuần dương nhẹ 2 (Anh). Ở khoảng cách 800 thước Anh (730 m), các tàu tuần dương của cả hai phía bắn loạn xạ vào nhau. Chuẩn đô đốc Ludwig von Reuter quyết định tìm cách nhữ các tàu tuần dương Anh về phía Moltke và Seydlitz. Tuy nhiên, hầu như cùng lúc đó, các tàu tuần dương Anh bị hư hại nặng cũng rút ra khỏi cuộc chiến. Khi các tàu tuần dương đang tách xa nhau, một quả ngư lôi phóng từ Southampton đã đánh trúng Frauenlob, khiến nó nổ tung. Đội hình Đức bị rối loạn, và trong cảnh lẫn lộn đó, Seydlitz mất dấu Moltke; Seydlitz không còn khả năng theo kịp tốc độ 22 hải lý trên giờ (41 km/h) của Moltke, nên tách ra một mình và hướng đến hải đăng Horns Reef một cách độc lập.
Lúc 00 giờ 45 phút ngày 1 tháng 6, Seydlitz tìm cách băng qua đội hình hạm đội Anh, nhưng đã bị chiếc dreadnought Anh Agincourt bắt gặp, được ghi nhận như một "tàu chiến hoặc tàu khu trục". Hạm trưởng của Agincourt không muốn liều lĩnh bộc lộ vị trí con tàu của mình, nên đã để cho nó đi băng qua. Đến 01 giờ 12 phút, Seydlitz đã vượt qua đội hình hạm đội Anh thành công và tiếp tục đi về vùng biển Horns Reef an toàn. Lúc khoảng 03 giờ 40 phút, nó gặp trục trặc ngoài khơi Horns Reef, cả hai la bàn con quay đều gặp trục trặc, nên chiếc tàu tuần dương hạng nhẹ Pillau được gửi đến dẫn hướng cho nó. Lúc 15 giờ 30 phút, Seydlitz ở trong một tình trạng nguy cấp; mũi tàu hầu như bị ngập hoàn toàn, và phần phía trước duy nhất của con tàu còn nổi là ngăn thủy lôi bên mạn. Công việc chuẩn bị di tản những người bị thương được tiến hành khi hai chiếc tàu bơm hơi nước tiến đến hiện trường. Chúng đã duy trì ổn định được việc ngập nước của Seydlitz, và con tàu lết được trở về cảng. Nó về đến phía ngoài sông Jade vào sáng ngày 2 tháng 6, và vào ngày 3 tháng 6 nó cặp vào cảng Wilhelmshaven. Vào lúc nguy hiểm nhất, nó đã bị ngập đến 5.308 tấn (5.224 tấn Anh) nước.

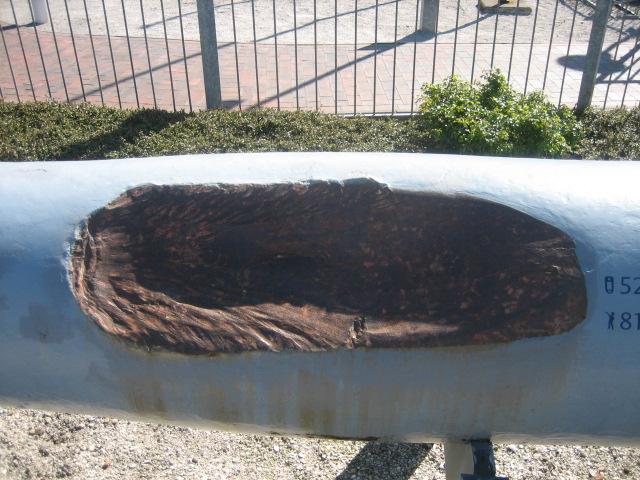
Một nòng pháo 28 cm của Seydlitz bị hư hại trong trận Jutland.

Vào cuối trận chiến, lúc 03 giờ 55 phút, Hipper chuyển một báo cáo cho đô đốc Scheer thông báo cho ông những hư hỏng nặng nề mà các con tàu dưới quyền phải chịu đựng. Vào lúc đó Derfflinger và Von der Tann mỗi chiếc chỉ có hai khẩu pháo còn khả năng hoạt động, Moltke bị ngập khoảng 1.000 tấn nước, và Seydlitz bị hư hại nặng. Hipper báo cáo: "Đội Tuần tiễu 1 do đó không còn là một đơn vị chiến đấu hiệu quả, nên được Tổng tư lệnh chỉ thị quay trở về cảng, trong khi bản thân ông chờ đợi kết quả trận chiến ngoài khơi Horns Reef của hạm đội chiến trận."
Trong quá trình trận chiến, Seydlitz bị bắn trúng tổng cộng 21 quả đạn pháo hạng nặng, hai quả đạn pháo hạng hai và một quả ngư lôi. Con tàu chịu đựng tổn thất 98 người thiệt mạng và 55 người bị thương. Bản thân Seydlitz đã bắn tổng cộng 376 quả đạn từ dàn pháo chính và ghi được khoảng 10 phát trúng đích.

### Các hoạt động sau cùng
Công việc sửa chữa Seydlitz được tiến hành tại Xưởng tàu Đế chế ở Wilhelmshaven từ ngày 15 tháng 6 năm 1916, và kéo dài cho đến ngày 1 tháng 10. Con tàu sau đó tiến hành huấn luyện đơn lẻ, rồi gia nhập trở lại hạm đội vào tháng 11. Với soái hạm Lützow giờ đây nằm dưới đáy Bắc Hải, Đô đốc Hipper chuyển cờ hiệu của ông trở lại chiếc Seydlitz. Vào ngày 4 tháng 11, Seydlitz và Moltke cùng với Đội 2, các hải đội chiến trận 1 và 3 cùng thiết giáp hạm mới Bayern lên đường đi Bovbjerg thuộc bờ biển Đan Mạch ứng cứu cho hai chiếc tàu ngầm U-boat U-20 và U-30 bị lâm nạn.
Cuối năm 1917, Hạm đội Biển khơi bắt đầu các hoạt động cướp phá đoàn tàu vận tải tại Bắc Hải giữa Anh và Na Uy. Vào tháng 10 và tháng 12 năm 1917, hai đoàn tàu vận tải Anh đi đến Na Uy đã bị chặn đánh và tiêu diệt bởi các tàu tuần dương và tàu khu trục Đức, buộc đô đốc Beatty, giờ đây là Tổng tư lệnh Hạm đội Grand, phải cho tách ra nhiều thiết giáp hạm và tàu chiến-tuần dương để bảo vệ các đoàn tàu vận tải. Việc này đã phô bày cho đô đốc Scheer cơ hội mà ông đã chờ đợi trong suốt cuộc chiến tranh: khả năng cô lập và tiêu diệt từng phần Hạm đội Grand. Lúc 05 giờ 00 ngày 23 tháng 4 năm 1918, Hạm đội Biển khơi rời cảng với ý định đánh chặn một trong các đoàn tàu vận tải được hộ tống mạnh mẽ. Liên lạc bằng vô tuyến được giữ ở mức tối thiểu nhằm ngăn phía Anh biết được về chiến dịch. Đến 14 giờ 10 phút vẫn không tìm thấy đoàn tàu vận tải Anh, nên Scheer cho quay mũi Hạm đội Biển khơi trở về vùng biển Đức.

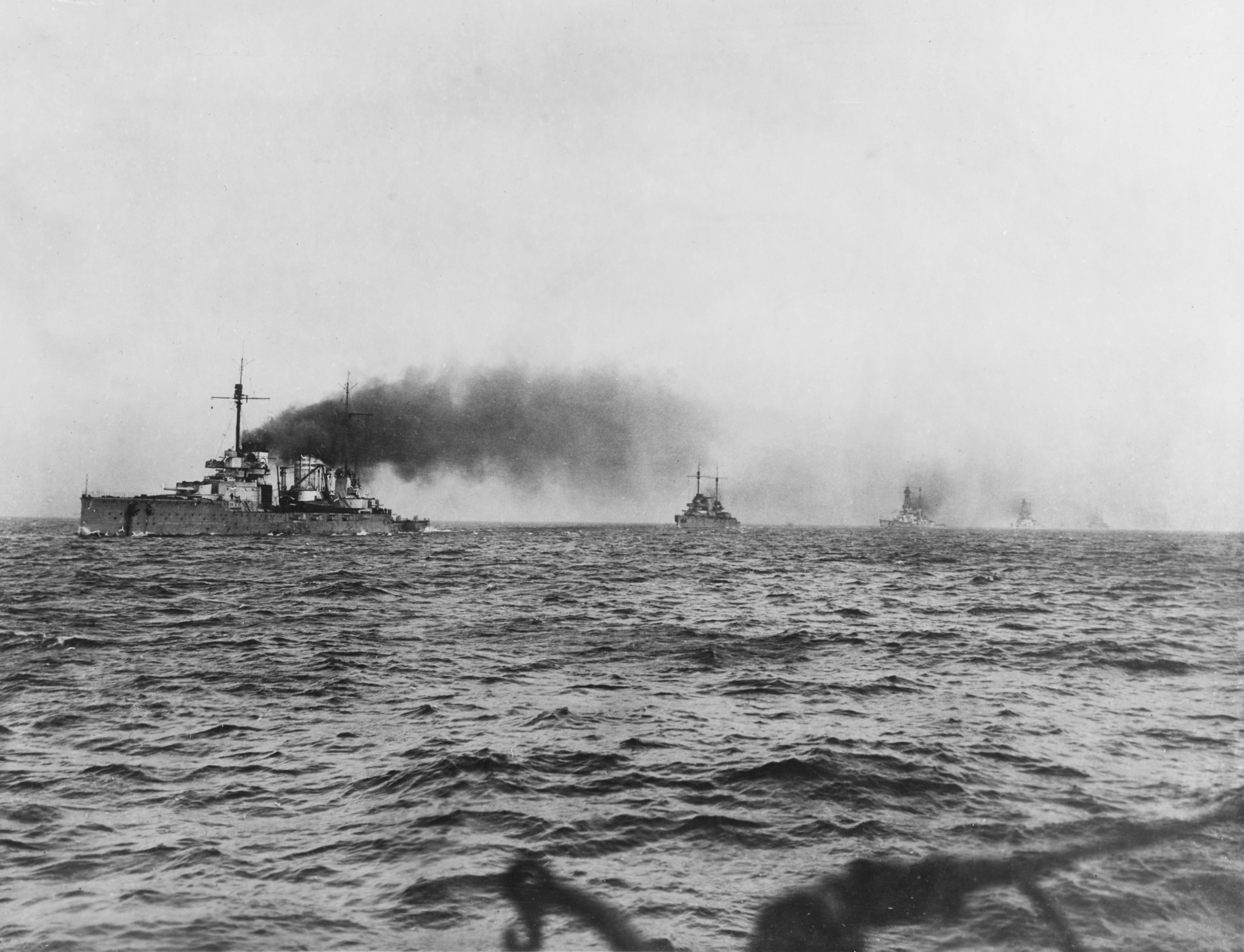
Seydlitz, được tiếp nối bởi năm tàu chiến-tuần dương Đức còn lại, trên đường đi Scapa Flow để bị lưu giữ sau khi đình chiến

Seydlitz được dự định để tham gia hoạt động cuối cùng, một "chuyến đi tự sát" của Hạm đội Biển khơi, vào cuối tháng 10 năm 1918, không lâu trước khi Chiến tranh thế giới thứ nhất kết thúc. Phần lớn hạm đội sẽ xuất phát từ căn cứ của chúng ở Wilhelmshaven để đối đầu với Hạm đội Grand của Anh; Reinhard Scheer, lúc này là Đại Đô đốc (Großadmiral) của Hạm đội, dự định gây tổn thất cho Hải quân Anh càng nhiều càng tốt nhằm duy trì một vị thế mặc cả tốt cho việc thương lượng hòa bình của Đức bất chấp tổn thất có thể phải chịu đựng. Tuy nhiên, khi hạm đội đang được tập trung tại Wilhelmshaven, thủy thủ trên các con tàu bắt đầu đào ngũ hàng loạt. Khi Von der Tann và Derfflinger đi qua các âu tàu phân cách cảng phía trong Wilhelmshaven và vũng biển, khoảng 300 người trên cả hai con tàu đã trèo qua mạn tàu và biến mất trên bờ.
Sáng ngày 29 tháng 10 năm 1918, mệnh lệnh được đưa ra để chuẩn bị khởi hành từ Wilhelmshaven để tập trung lực lượng tại Jade Estuary vào ngày hôm sau. Bắt đầu từ đêm 29 tháng 10, thủy thủ trên nhiều tàu chiến làm binh biến. Ba chiếc thuộc Hải đội Chiến trận 3 từ chối nhổ neo, và các hành động phá hoại xảy ra trên các chiếc Thüringen và Helgoland. Sự bất ổn lan rộng ra các tàu chiến khác, và cuối cùng chiến dịch phải bị hủy bỏ; và trong một cố gắng để dập tắt cuộc nổi loạn, Scheer ra lệnh phân tán hạm đội. Vào đầu tháng 11 năm 1918, cuộc Cách mạng Đức bắt đầu; dẫn đến việc đình chiến và kết thúc chiến tranh cũng như lật đổ nền quân chủ tại Đức.

### Số phận

Bản đồ vị trí các con tàu bị đánh đắm tại Scapa Flow. Seydlitz được đánh dấu với số 24

Sau khi Đức đầu hàng, hầu hết tàu chiến của Hạm đội Biển khơi, kể cả Seydlitz, bị lưu giữ tại căn cứ hải quân Anh tại Scapa Flow, dưới quyền chỉ huy của Chuẩn Đô đốc Ludwig von Reuter. Trước khi Hạm đội Đức khởi hành, Đô đốc Adolf von Trotha khẳng định lại với von Reuter chỉ thị không được để cho phe Đồng Minh chiếm các con tàu trong bất kỳ tình huống nào. Hạm đội đã gặp gỡ tàu tuần dương hạng nhẹ Anh Cardiff, vốn đã dẫn đầu các con tàu Đức đi đến điểm gặp gỡ hạm đội Đồng Minh, một lực lượng khổng lồ bao gồm 370 tàu chiến của Anh, Mỹ và Pháp, vốn sẽ hộ tống hạm đội Đức đến Scapa Flow. Khi bị lưu giữ trong suốt thời gian diễn ra các cuộc đàm phán hòa bình, mà sau này cuối cùng sẽ dẫn đến Hiệp ước Versailles, các khẩu pháo của chúng bị bất hoạt bằng cách tháo bỏ khóa nòng, và con tàu được bảo trì bởi một thủy thủ đoàn gồm số lượng sĩ quan và thủy thủ tối thiểu.
Một bản in của báo The Times cung cấp thông tin cho von Reuter rằng Thỏa thuận Ngừng bắn sẽ hết hiệu lực vào giữa trưa ngày 21 tháng 6 năm 1919, thời hạn cuối cùng mà Đức phải ký vào Hiệp định hòa bình. Đô đốc Von Reuter đưa đến kết luận người Anh sẽ tìm cách chiếm hữu các con tàu Đức sau khi Thỏa thuận Ngừng bắn hết hiệu lực. Không biết rằng thời hạn của thỏa thuận đã được triển hạn đến ngày 23 tháng 6, ông quyết định đánh đắm các con tàu của mình vào cơ hội thuận tiện đầu tiên có được. Sáng ngày 21 tháng 6, Hạm đội Anh rời Scapa Flow tiến hành thực tập huấn luyện; và đến 11 giờ 20 phút Reuter truyền mệnh lệnh này đến các con tàu của mình. Seydlitz chìm lúc 13 giờ 50 phút. Mạn và đáy tàu ở độ sâu 12 fathom bên dưới mực nước thường bị nhầm như một hòn đảo nhỏ; và nó được bán trong tình trạng như vậy cho hãng Cox and Danks cùng với một thiết giáp hạm và 26 tàu khu trục. Nó được cho nổi trở lại vào ngày 2 tháng 11 năm 1928, và vẫn đang trong tư thế lật úp, nó được kéo về phía Nam và được tháo dỡ tại Rosyth vào năm 1930. Chiếc chuông của Seydlitz hiện đang được trưng bày tại Đài tưởng niệm Hải quân Lahoe.